# Ethan Hawke
Ethan Green Hawke (sinh ngày 6 tháng 11 năm 1970) là một diễn viên, nhà văn và đạo diễn người Mỹ. Anh ấy đã được đề cử cho bốn giải Oscar và một giải Tony . Hawke đã đạo diễn ba phim truyện, ba vở kịch ngoài sân khấu Broadway và một phim tài liệu. Anh ấy cũng đã viết ba cuốn tiểu thuyết và một cuốn tiểu thuyết đồ họa. Anh ra mắt bộ phim của mình với bộ phim khoa học viễn tưởng Explorers năm 1985 , trước khi xuất hiện đột phá trong bộ phim truyền hình Dead Poets Society năm 1989. Anh xuất hiện trong nhiều bộ phim khác nhau trước khi tham gia bộ phim truyền hình thế hệ X Reality Bites năm 1994, bộ phim mà anh nhận được nhiều lời khen ngợi từ giới phê bình. Hawke đóng vai chính cùng với Julie Delpy trong Bộ ba phim Before của Richard Linklater: Before Sunrise (1995), Before Sunset (2004) và Before Midnight (2013).
Hawke đã hai lần được đề cử cho cả Giải Oscar cho Kịch bản chuyển thể hay nhất và Giải Oscar cho Nam diễn viên phụ xuất sắc nhất; những đóng góp sáng tác của anh ấy cho Before Sunset và Before Midnight đã được công nhận, cũng như các màn trình diễn của anh ấy trong Training Day (2001) và Boyhood (2014). Hawke tiếp tục được vinh danh với các đề cử Giải thưởng Screen Actors Guild cho cả hai bộ phim, cũng như các đề cử Giải thưởng Điện ảnh Viện Hàn lâm Anh và Giải Quả cầu vàng cho phần sau. Anh đã ra mắt bộ phim đạo diễn với Chelsea Walls (2001). Các bộ phim khác của anh ấy bao gồm bộ phim khoa học viễn tưởng Gattaca (1997), bản chuyển thể đương đại của Hamlet (2000), bộ phim tội phạm Before the Devil Knows You're Dead (2007) của Sidney Lumet và phim kinh dị Sinister (2012). Vào năm 2018, anh đã nhận được sự hoan nghênh của giới phê bình nhờ vai diễn mục sư Tin lành trongbộ phim truyền hình First Reformed (2018) của Paul Schrader, nhận được nhiều giải thưởng, bao gồm cả Giải thưởng Hội phê bình phim New York cho Nam diễn viên chính xuất sắc nhất , Giải Tinh thần độc lập cho Nam chính xuất sắc nhất, và một đề cử cho giải Phim do các nhà phê bình lựa chọn cho Nam diễn viên chính xuất sắc nhất. Năm sau, anh đạo diễn bộ phim điện ảnh thứ ba Blaze (2018). Năm 2022, anh đóng vai chính trong miniseries Moon Knight trên truyền hình Marvel với vai Arthur Harrow.
Ngoài các tác phẩm điện ảnh của mình, Hawke đã xuất hiện trong nhiều tác phẩm sân khấu. Anh ra mắt sân khấu Broadway vào năm 1992 trong vở The Seagull của Anton Chekhov, và được đề cử giải Tony cho Nam diễn viên chính xuất sắc nhất trong vở kịch vào năm 2007 cho màn trình diễn trong The Coast of Utopia của Tom Stoppard. Năm 2010, Hawke đạo diễn bộ phim A Lie of the Mind của Sam Shepard, bộ phim mà ông nhận được đề cử giải Drama Desk cho Đạo diễn xuất sắc của vở kịch. Năm 2018, anh đóng vai chính trong sự hồi sinh vở kịch True West của Sam Shepard cùng với sự xuất hiện của Paul Dano.

## Đầu đời
Ethan Green Hawke sinh năm 1970 tại Austin, Texas, bởi Leslie (nhũ danh Green), một nhân viên từ thiện và James Hawke, một nhà tính toán bảo hiểm. Cha mẹ của Hawke là học sinh trung học ở Fort Worth, Texas, và kết hôn khi còn trẻ, khi mẹ của Hawke 17 tuổi. Hawke được sinh ra một năm sau đó. Cha mẹ của Hawke đều là sinh viên tại Đại học Texas ở Austin vào thời điểm ông sinh ra. Họ ly thân và sau đó ly dị vào năm 1974, khi anh mới 4 tuổi.
Sau khi ly thân, Hawke được mẹ nuôi dưỡng. Hai người chuyển chỗ ở nhiều lần, trước khi định cư ở Thành phố New York, nơi Hawke theo học tại Học viện Packer Collegiate ở Brooklyn Heights. Mẹ của Hawke tái hôn khi anh 10 tuổi và gia đình chuyển đến West Windsor Township, New Jersey. Tại đây, Hawke theo học tại trường trung học West Windsor Plainsboro (đổi tên thành West Windsor-Plainsboro High School South vào năm 1997). Sau đó anh chuyển đến trường Hun School of Princeton, một trường nội trú cấp hai, từ đó anh tốt nghiệp năm 1988.
Ở trường trung học, Hawke khao khát trở thành một nhà văn, nhưng lại yêu thích diễn xuất. Anh ra mắt sân khấu ở tuổi 13, trong một vở diễn tại Nhà hát McCarter của Saint Joan của George Bernard Shaw. Anh ấy cũng đã biểu diễn trong các tác phẩm của trường trung học West Windsor-Plainsboro là Meet Me in St. Louis và You Can't Take It with You. At the Hun School, he took acting classes at the McCarter Theatre, located on the Princeton campus. Tại Trường Hun, anh theo học các lớp diễn xuất tại Nhà hát McCarter, nằm trong khuôn viên trường Princeton. Sau khi tốt nghiệp trung học, anh học diễn xuất tại Đại học Carnegie Mellon ở Pittsburgh, bỏ học sau khi được chọn vàoDead Poets Society (1989). Anh ghi danh vào chương trình tiếng Anh của Đại học New York trong hai năm, nhưng đã bỏ học để theo đuổi các vai trò diễn xuất khác.

## Danh sách phim
| Not yet released | Chỉ những tác phẩm chưa được phát hành |

### Điện ảnh
| Năm  | Phim                                        | Vai diễn                   | Notes                                     |
| ---- | ------------------------------------------- | -------------------------- | ----------------------------------------- |
| 1985 | Explorers                                   | Ben Crandall               |                                           |
| 1988 | Lion's Den                                  | Chris                      | Short film                                |
| 1989 | Dead Poets Society                          | Todd Anderson              |                                           |
| 1989 | Dad                                         | Billy Tremont              |                                           |
| 1991 | White Fang                                  | Jack Conroy                |                                           |
| 1991 | Mystery Date                                | Tom McHugh                 |                                           |
| 1992 | Waterland                                   | Mathew Price               |                                           |
| 1992 | A Midnight Clear                            | Will Knott                 |                                           |
| 1993 | Rich in Love                                | Wayne Frobiness            |                                           |
| 1993 | Alive                                       | Nando Parrado              |                                           |
| 1994 | Straight to One                             | N/A                        | Short film; writer, director and producer |
| 1994 | Quiz Show                                   | Don Quixote student        | Uncredited cameo                          |
| 1994 | Reality Bites                               | Troy Dyer                  |                                           |
| 1994 | Floundering                                 | Jimmy                      |                                           |
| 1994 | White Fang 2: Myth of the White Wolf        | Jack Conroy                | Uncredited cameo                          |
| 1995 | Before Sunrise                              | Jesse Wallace              |                                           |
| 1995 | Search and Destroy                          | Roger                      |                                           |
| 1997 | Gattaca                                     | Vincent Anton Freeman      |                                           |
| 1998 | Great Expectations                          | Finnegan 'Finn' Bell       |                                           |
| 1998 | The Newton Boys                             | Jess Newton                |                                           |
| 1999 | The Velocity of Gary                        | Nat                        |                                           |
| 1999 | Joe the King                                | Len Coles                  |                                           |
| 1999 | Snow Falling on Cedars                      | Ishmael Chambers           |                                           |
| 2000 | Hamlet                                      | Hamlet                     |                                           |
| 2001 | Waking Life                                 | Jesse Wallace              |                                           |
| 2001 | Tape                                        | Vince                      |                                           |
| 2001 | Training Day                                | Detective Jake Hoyt        |                                           |
| 2001 | Chelsea Walls                               | Sam                        | Uncredited voice; also director           |
| 2002 | The Jimmy Show                              | Ray                        |                                           |
| 2004 | Taking Lives                                | Martin Asher / James Costa |                                           |
| 2004 | Before Sunset                               | Jesse Wallace              | Also writer                               |
| 2005 | Assault on Precinct 13                      | Sergeant Jake Roenick      |                                           |
| 2005 | Lord of War                                 | ATF Agent Jack Valentine   |                                           |
| 2005 | One Last Thing...                           | Earl Jameison              | Uncredited cameo                          |
| 2006 | The Hottest State                           | Vince                      | Also writer and director                  |
| 2006 | Fast Food Nation                            | Pete                       |                                           |
| 2007 | Before the Devil Knows You're Dead          | Hank Hanson                |                                           |
| 2008 | What Doesn't Kill You                       | Paulie McDougan            |                                           |
| 2008 | Chelsea on the Rocks                        | Himself                    | Documentary                               |
| 2008 | New York, I Love You                        | Writer                     |                                           |
| 2009 | Brooklyn's Finest                           | Detective Sal Procida      |                                           |
| 2009 | Staten Island                               | 'Sully' Halverson          |                                           |
| 2009 | Corso: The Last Beat                        | Narrator / Himself         | Documentary                               |
| 2009 | Daybreakers                                 | Edward Dalton              |                                           |
| 2011 | The Woman in the Fifth                      | Tom Ricks                  |                                           |
| 2012 | Total Recall                                | Carl Hauser                | Director's cut only                       |
| 2012 | Sinister                                    | Ellison Oswalt             |                                           |
| 2012 | Mea Maxima Culpa                            | Pat                        | Voice; documentary                        |
| 2013 | Before Midnight                             | Jesse Wallace              | Also writer                               |
| 2013 | The Purge                                   | James Sandin               |                                           |
| 2013 | Getaway                                     | Brent Magna                |                                           |
| 2014 | Boyhood                                     | Mason Evans Sr.            |                                           |
| 2014 | Predestination                              | Agent Doe                  |                                           |
| 2014 | Cymbeline                                   | Iachimo                    |                                           |
| 2014 | Good Kill                                   | Major Tommy Egan           |                                           |
| 2014 | Seymour: An Introduction                    | Himself                    | Documentary; also director                |
| 2015 | Ten Thousand Saints                         | Les Keffy                  |                                           |
| 2015 | Maggie's Plan                               | John Harding               |                                           |
| 2015 | Born to Be Blue                             | Chet Baker                 |                                           |
| 2015 | Regression                                  | Bruce Kenner               |                                           |
| 2016 | In a Valley of Violence                     | Paul                       |                                           |
| 2016 | The Phenom                                  | Hopper Gibson Sr.          |                                           |
| 2016 | Invasion!                                   | Cosmos                     | Voice; Short film                         |
| 2016 | Maudie                                      | Everett Lewis              |                                           |
| 2016 | The Magnificent Seven                       | 'Goodnight' Robicheaux     |                                           |
| 2017 | Valerian and the City of a Thousand Planets | 'Jolly' The Pimp           |                                           |
| 2017 | 24 Hours to Live                            | Travis Conrad              |                                           |
| 2018 | Juliet, Naked                               | Tucker Crowe               |                                           |
| 2018 | Blaze                                       | Radio DJ                   | Cameo; also writer, director and producer |
| 2018 | Stockholm                                   | Kaj Hansson / Lars Nystrom |                                           |
| 2018 | First Reformed                              | Reverend Ernst Toller      |                                           |
| 2019 | The Kid                                     | Pat Garrett                |                                           |
| 2019 | Adopt a Highway                             | Russell Millings           | Also producer                             |
| 2019 | The Truth                                   | Hank                       |                                           |
| 2020 | Tesla                                       | Nikola Tesla               |                                           |
| 2020 | Cut Throat City                             | Jackson Symms              |                                           |
| 2021 | Zeros and Ones                              | JJ                         |                                           |
| 2021 | The Guilty                                  | Sergeant Bill Miller       | Voice                                     |
| 2022 | The Northman                                | King Aurvandill            |                                           |
| 2022 | The Black Phone                             | The Grabber                |                                           |
| 2022 | Glass Onion: A Knives Out Mystery           |                            | Post-production                           |
| TBA  | Raymond and Ray                             | Ray                        | Post-production                           |
| TBA  | Tonight at Noon                             | Lefty                      | Post-production                           |
| TBA  | Leave the World Behind                      | Clay                       | Filming                                   |

### Truyền hình
| Năm  | Tiêu đề            | Vai diễn                  | Ghi chú                                                 |
| ---- | ------------------ | ------------------------- | ------------------------------------------------------- |
| 2003 | Alias              | CIA Agent James L. Lennox | Episode: "Double Agent"                                 |
| 2007 | Robot Chicken      | Godzilla Jr. / Jason      | Voices Episode: "Squaw Bury Shortcake"                  |
| 2011 | Moby Dick          | Starbuck                  | 2 episodes                                              |
| 2015 | Exit Strategy      | Eric Shaw                 | Pilot                                                   |
| 2019 | The Purge          | James Sandin              | Episode: "7:01am"                                       |
| 2020 | The Good Lord Bird | John Brown                | 7 episodes; also creator, writer and executive producer |
| 2022 | Moon Knight        | Arthur Harrow             | 6 episodes                                              |
| TBA  | Batwheels          | Bruce Wayne / Batman      | Voice Upcoming animated series                          |